# Aurèle Leclerc
Aurèle Leclerc est un homme politique québécois, né le 8 mai 1883 à Leclercville et mort le 23 juin 1968 à Courville. Il est député libéral de Québec à l'Assemblée législative du Québec de 1916 à 1923 sous le gouvernement.

## Biographie
Il est né à Leclercville le 8 mai 1883, fils de Nérée Leclerc et Zéphirine Laliberté. Il étudie au Séminaire de Québec puis à l'Université Laval. Il devient notaire en 1911. Il exercera cette profession pendant douze ans avec Cyrille Fraser Delâge. Le 30 septembre 1913, il épouse Julia Gagnon.
Leclerc est élu député de Québec à l'élection générale québécoise de 1916. Il est réélu en 1919 et 1923. Son siège est laissé vacant à partir du 5 octobre 1923 alors qu'il est nommé registrateur conjoint de Québec.
Il meurt à Courville le 23 juin 1968. Il est inhumé au Cimetière Notre-Dame-de-Belmont.

## Hommages
La rue Saint-Aurèle a été nommée en son honneur, vers 1964, dans l'ancienne ville de Duberger, maintenant présente dans la ville de Québec.